# Kriskommunikation
Kriskommunikation är kommunikation kopplad till krishanteringsarbete vid en organisation. Det handlar om hur kommunikation sker inom en organisation vid en kris, men också om den externa kommunikationen med olika målgrupper och samverkansparter. Kriskommunikation omfattar kommunikation under samtliga faser av en extraordinär händelse eller kris: före, under och efter. Ofta sker händelseförloppet snabbt och intensivt, vilket ställer stora krav på såväl omvärldsbevakning som kommunikation.